# Ramat-Rachel

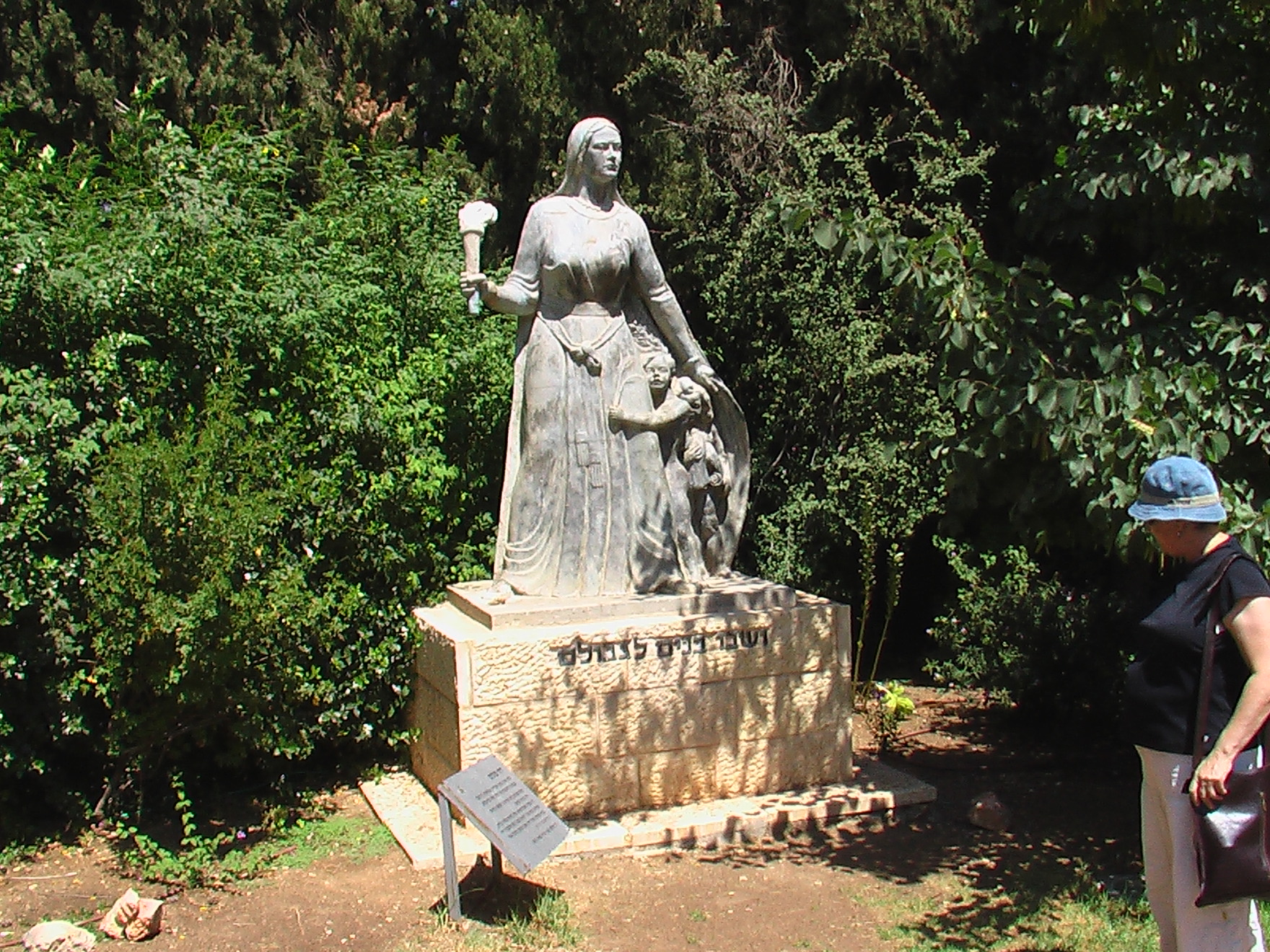
Notre mère Rachel, David Polus, 1953

Ramat-Rachel (רמת רחל) est un kibboutz situé au sud de Jérusalem, en direction de Bethléem.  Il dépend du conseil régional de Mateh Yehuda. 
Ramat-Rachel est fondé par en 1921 par des membres du Gdoud Haavoda, travailleurs en bâtiment. Le nom du kibboutz (La hauteur de Rachel) vient de sa proximité d'avec le tombeau de Rachel.
Les premiers temps, par manque de terrains disponibles, Ramat-Rachel vit de l'activité d'une blanchisserie et d'une boulangerie. Lors des évènements de 1929, le kibboutz est attaqué et détruit. Il est reconstruit un an plus tard. Ramat-Rachel est de nouveau attaqué en 1936 et 1939, mais réussit cette fois-ci à retenir l'assaut.
Lors de la Guerre israélo-arabe de 1948, du 21 au 25 mai 1948, l'armée égyptienne attaque le kibboutz de front, et ce dernier passe plusieurs fois d'un camp à l'autre. Il sera entièrement détruit durant cette même guerre. Avec l'indépendance de l'État d'Israël, Ramat-Rachel est de nouveau reconstruit et les terres mises à sa disposition sont agrandies. Jusqu'à la Guerre des Six Jours, le kibboutz est cerné par la frontière par trois de ses côtés.
Lors d'une altercation en 1956, des soldats de la Légion arabe de Jordanie tirent sur les participants d'un colloque archéologique au sujet des fouilles entreprises sur les lieux, et tuent quatre personnes.
Les fouilles archéologiques ont mis au jour les vestiges du palais d'un des rois de la dynastie de Judée. On y découvre également des vestiges des époques perse, hellénistique et romaine.
Durant la période byzantine, un monastère et une église sont construits sur les lieux et rappellent le passage de Marie en chemin vers Bethléem.
Du kibboutz Ramat-Rachel on peut observer le panorama sur Bethléem, l'Hérodion, le désert de Judée et Jérusalem.